# 한페이
한페이(Hanpay)는 롯데정보통신, 마이비카드, 광주은행이 공동 출자하여 설립한 한페이시스에서 발행하는 교통카드다. 본사는 광주광역시 서구 치평동에 있다.

## 역사
2008년, "One card, All pass" 정책의 시행을 위해 광주광역시가 국토해양부의 시범사업 지역으로 선정되어, 2011년 4월에 출시하였다. 당시 One card All pass 정책이 단순한 대중교통 전용을 넘어서 하이패스까지 넘나들겠다는 취지였기 때문에, 선불교통카드 중에서는 최초로 하이패스 겸용도 나왔다.
2012년 2월 27일부터 3월 31일까지 34일간 기존 빛고을카드를 한페이로 무상 교환하는 첫 행사를 실시하였다. 광주광역시에서는 한페이의 사용률을 높이기 위해, 첫 교환 행사를 한 후에도 광주 일대에서 수시로 기존 빛고을카드를 한페이로 무상 교환하는 이벤트를 실시했다. 그러나 출시 초기에는 마이비카드 및 캐시비를 광주에서도 병행하여 사용할 수 있는 데다가, 타 지역 호환이 지연되고 있어서 사용률이 높지 않았다. 당초 국토교통부의 정책에 따라 2014년 9월부터 서울·인천·경기도 지역에서 호환 사용이 가능하게 할 예정이었지만, 민간투자 사업자가 운영하는 대중교통 구간의 요구사업비 과다로 호환 사용이 지연됐다.
반면 다른 지역 사업자와는 호환 협상이 쉽게 이루어져 대구광역시의 유페이먼트(현 iM유페이)와 상호 호환 사용 협정을 체결하였으며, 2014년 12월 23일부터 서울·인천·경기도 지역을 제외한 나머지 지역에서 호환 사용할 수 있다고 발표하였다.
2013년 1월에는 캐시비와 티머니처럼 대중교통안심카드를 출시했다. 한페이시스 치평동 본사 고객센터에서만 판매했으나, 현재는 단종됐다.
2015년 10월, 티머니의 강원·광주 호환과 한페이·원패스의 수도권 호환 협상이 타결되어 2016년 1월 30일부터 수도권에서 한페이를 이용할 수 있게 되었다.
2016년 1월 티머니 및 수도권 상호 호환을 맞이하여 새로운 디자인의 일반 ISO형 카드를 출시함과 동시에, 공카드 가격을 4,000원에서 2,500원으로 인하하였다.

## 사용 안내
- 일반용 카드, 청소년·어린이 우대용 카드로 각각 나누어 판매하고 있다. 단일권종은 없다.
- 카드 구입 후 10일 이내에 반드시 한페이카드 인터넷 웹사이트에 등록해야 이후에도 할인 요금이 적용된다. 그렇지 않으면 일반 요금이 지불된다.

### 대중 교통
- 버스 : 광주, 서울, 인천, 대전, 대구, 부산, 울산, 세종, 경기도, 전북특별자치도, 충청북도, 충청남도, 전라남도, 강원특별자치도, 경상북도(영양 제외) 등
- 도시철도 : 광주 도시철도, 수도권 전철, 대전 도시철도, 대구 도시철도, 대경선, 부산 도시철도
- 택시 : 광주광역시, 나주시의 일부 택시

#### 사용이 불가능한 지역
- 버스 : 김해, 영양 등
- 도시철도 : ● 부산-김해 경전철

### 매장
- 한국도로공사 요금소에서 고속도로 통행료 지불. 하이패스 단말기(OBU)에 삽입하여 사용할 수는 없고, 직접 요금소에서 통행권과 함께 제시하여 지불할 수 있다.[12] 하이패스 겸용 한페이가 이를 보완하여 출시되었다.
- 한국철도공사 철도 역사에서 철도 승차권 구입. 단, 명절 특송 기간에는 이용할 수 없으며, 이는 한페이뿐만 아니라 모든 선불교통카드에 공통으로 적용되는 사항이다.
- 전국 세븐일레븐·이마트24 편의점
- 호남지역 CU편의점
- 전남지역 GS25
- 전국 롯데마트 매장

## 발급종류
권종 구분은 일반·청소년·어린이 3가지로 나오며, 단일권종은 없다.
- 기본형 : 일반 신용카드(ISO) 크기다. 한때 단종되었다가, 2016년 1월 30일 수도권 호환을 앞두고 디자인을 리뉴얼한 후 재출시했다. 1장당 4,000원에 판매했으나, 2016년 1월에 재출시하면서 2,500원으로 인하했다.
- 미니카드형 : 위 개괄표의 사진과 같은 기본형 카드는 출시 초기에만 생산했다가 한동안 나오지 않았으며, 대부분 미니카드 형태로만 제작·판매하고 있다. '한페이 하이패스'만 하이패스용 단말기(OBU) 장착을 위해 일반 신용카드 크기 카드(ISO)로 제작하고 있다. 4,000원에 판매한다.
- 액세서리형 : 미니카드형, 휴대전화 고리형 등이 있다.
- 모바일카드 : 한페이가 탑재된, 또는 교통카드 후탑재형 USIM 카드를 휴대전화에 장착하여 사용할 수 있다. KT의 MVNO인 에넥스텔레콤에서 NFC용 USIM 카드로 베타 테스트를 실시하였으나, 상용 서비스는 실시하지 않았다.
- 교통안심카드 : 분실했을 때 정지 기능이 있는 카드로, 한페이시스 치평동 본사 고객센터에서 4,000원에 구입할 수 있다. 티머니의 '대중교통 안심카드', 캐시비의 'bee TOKEN', 로카M카드, 원패스 대중교통안심카드같은 다른 분실 정지 기능이 있는 선불교통카드와 마찬가지로, 한페이 교통안심카드 또한 한페이 홈페이지에 환불 정보를 미리 등록해야 한다. 현재는 단종됐다.
- 한페이 하이패스: 기존 선불 하이패스 카드·후불 하이패스 카드는 하이패스용 단말기(OBU)에 삽입하여 사용하거나 요금소에서 직접 지불할 수만 있으며, 시내버스 등의 다른 대중교통에는 사용할 수 없다. 반대로 일반적인 교통카드는 하이패스 단말기(OBU)에 장착하여 사용할 수 없었으나, 한페이 하이패스는 하이패스 단말기(OBU)에 삽입하여 사용할 수 있다. 기존 한페이나 선불 하이패스 카드·후불 하이패스 카드처럼 요금소에서 직접 지불할 수도 있다. 공 카드 가격은 1장당 5,000원이다. 이 카드는 한페이 충전소에서 충전한 금액을 하이패스용으로 공유하는 형태이기 때문에 고속도로 휴게소·하이패스 무인 충전기같은 하이패스 충전소에서 잔액을 충전할 수 없고, 세븐일레븐이나 롯데ATM 등지에서 일반적인 교통카드처럼 RF 충전판에 올려서 충전한 후 이용하면 된다. 국토교통부가 규격을 지정하고 추진한 "One card, All pass" 사업의 첫 번째 상용 카드이다.[13]
- 현재 대한민국의 교통카드 중 유일하게 플레이스토어에서 내려받을 수 없다.
- 체크카드는 광주은행의 K-TEEN 카드가 유일하게 한페이를 탑재하고 있으며, 발급 수수료는 1,000원이다.
- 2011년 10월 17일에는 광주은행이 한페이를 장착한 현금카드인 광주 FREE-T 카드를 내놓았다.[14] 한페이 홈페이지에는 나와 있지 않고, 광주은행 홈페이지에 상품 안내가 있다. 지점에 재고가 없을 수 있기 때문에 사전에 문의해야 하며, 발급 수수료는 4,000원이다.

## 충전
- 광주 지역 가두판매대
- 전국 세븐일레븐·미니스톱·이마트24 편의점
- 호남지역 소재 CU 편의점
- 광주·전남 소재 GS25 편의점
- 광주 도시철도 역사 내 무인 충전기
- 광주은행 자동화기기(천 원 단위) - 출시 초기에는 광주은행 계좌가 있어야 충전이 가능하였으나, 2012년 9월 6일부터 현금으로도 충전이 가능해졌다.
- 롯데그룹 롯데ATM(만 원 단위)